# Liechtenstein aux Jeux olympiques d'hiver de 1998
Le Liechtenstein signe à Nagano sa 14e participation à des Jeux olympiques d'hiver. Sa délégation comporte huit athlètes (cinq hommes pour trois femmes) et couvre les épreuves de ski alpin et de ski de fond. Tout comme à Lillehammer en 1994, la Principauté n'a obtenu aucune médaille.

## Athlètes engagés

### Ski alpin
Six athlètes du Liechtenstein (trois hommes et trois femmes) s'alignent sur l'ensemble des épreuves de ski alpin. 

#### Hommes
| Nom           | Discipline   | Manche 1        | Manche 2      | Total           | Total |
| Nom           | Discipline   | Temps           | Temps         | Temps           | Rang  |
| ------------- | ------------ | --------------- | ------------- | --------------- | ----- |
| Jürgen Hasler | Descente     |                 |               | N'a pas terminé | –     |
| Jürgen Hasler | Super-G      |                 |               | 1 min 38 s 32   | 26e   |
| Achim Vogt    | Slalom Géant | N'a pas terminé | –             | N'a pas terminé | –     |
| Marco Büchel  | Slalom Géant | 1 min 22 s 52   | 1 min 19 s 47 | 2 min 41 s 99   | 14e   |

Combiné Hommes
| Nom           | Slalom   | Slalom   | Descente      | Total         | Total |
| Nom           | Manche 1 | Manche 2 | Temps         | Temps final   | Rang  |
| ------------- | -------- | -------- | ------------- | ------------- | ----- |
| Jürgen Hasler | 54 s 39  | 50 s 88  | 1 min 37 s 88 | 3 min 23 s 15 | 9e    |

#### Femmes
| Nom                  | Discipline   | Manche 1        | Manche 2      | Total           | Total |
| Nom                  | Discipline   | Temps           | Temps         | Temps           | Rang  |
| -------------------- | ------------ | --------------- | ------------- | --------------- | ----- |
| Tamara Schädler      | Super-G      |                 |               | 1 min 22 s 90   | 38e   |
| Diana Fehr           | Slalom Géant | N'a pas terminé | –             | N'a pas terminé | –     |
| Tamara Schädler      | Slalom Géant | N'a pas terminé | –             | N'a pas terminé | –     |
| Birgit Heeb-Batliner | Slalom Géant | 1 min 21 s 27   | 1 min 33 s 43 | 2 min 54 s 70   | 9e    |
| Tamara Schädler      | Slalom       | 49 s 74         | 50 s 27       | 1 min 40 s 01   | 23e   |
| Diana Fehr           | Slalom       | 48 s 66         | 50 s 10       | 1 min 38 s 76   | 21e   |

Combiné Femmes
| Nom             | Slalom  | Descente | Descente      | Total         | Total |
| Nom             | Time 1  | Time 2   | Time          | Temps final   | Rang  |
| --------------- | ------- | -------- | ------------- | ------------- | ----- |
| Tamara Schädler | 39 s 46 | 38 s 54  | 1 min 34 s 18 | 2 min 52 s 18 | 17e   |

### Ski de fond
Seuls deux athlètes liechtensteinois, Stefan Kunz et Markus Hasler, représentent leur nation pour les épreuves de ski de fond.

#### Hommes
| Discipline             | Nom           | Course            | Course |
| Discipline             | Nom           | Temps             | Rang   |
| ---------------------- | ------------- | ----------------- | ------ |
| 10 km Classique        | Stefan Kunz   | 30 min 56 s 8     | 57e    |
| 10 km Classique        | Markus Hasler | 28 min 55 s 2     | 20e    |
| 15 km poursuite1 Libre | Markus Hasler | 44 min 31 s 9     | 35e    |
| 15 km poursuite1 Libre | Stefan Kunz   | 44 min 18 s 9     | 34e    |
| 30 km Classique        | Markus Hasler | 1 h 42 min 17 s 4 | 35e    |
| 30 km Classique        | Stefan Kunz   | 1 h 39 min 33 s 3 | 14e    |
| 50 km Libre            | Stefan Kunz   | 2 h 16 min 36 s 2 | 28e    |

1 La liste de départ dépend des résultats du 10 km.